# Sala Pública de Shibuya
Shibuya Public Hall (渋谷公会堂 Shibuya Kōkaidō?), más conocido como el Shibuya C.C. Lemon Hall (渋谷C.C.Lemonホール Shibuya C.C. remon hōru?), es un salón de conciertos ubicado en el barrio de Shibuya, Tokio, Japón. Fue terminado en 1964 para los Juegos Olímpicos de Tokio de ese mismo año, donde tuvieron lugar los eventos de levantamiento de pesas.
El salón fue patrocinado por Dentsu y Suntory que pagaron ¥80 millones para tener su nombre asociado con el edificio de 2006 a 2011.